# Миллер, Лиам
Уи́льям Пи́тер Ми́ллер (англ. William Peter Miller; 13 февраля 1981 — 9 февраля 2018), более известный как Ли́ам Ми́ллер (англ. Liam Miller) — ирландский футболист, полузащитник.
Миллер — воспитанник шотландского клуба «Селтик», в 2001 году подписал с «кельтами» свой первый профессиональный контракт. В 2001 году Лиам был отдан на полгода по арендному соглашению в датский клуб «Орхус», за который футболист отыграл 18 матчей. Вернувшись на «Селтик Парк», ирландец два года не мог завоевать место в основном составе «кельтов». В футбольном году 2003/04 Миллер наконец отыграл более-менее полный сезон за «бело-зелёных», приняв участие в 40 играх. По окончании сезона ирландец отказался заключать с глазговцами новое соглашение о сотрудничестве и перебрался в Англию, где подписал контракт с клубом «Манчестер Юнайтед». В составе «красных дьяволов», закрепиться не смог, проведя за два года в стане «манкунианцев», всего 22 матча. Вторую половину сезона 2005/06 Миллер играл на правах аренды в клубе «Лидс Юнайтед». В 2006 году Лиам перешёл в «Сандерленд». В январе 2009 года новым работодателем ирландца стал клуб «Куинз Парк Рейнджерс», ряды которого он пополнил по арендному соглашению. В сентябре этого же года Миллер подписал контракт с шотландским «Хибернианом», за который выступал на протяжении двух сезонов. Летом 2011 года по окончании своего контракта с эдинбургцами хавбек перебрался в Австралию, где заключил соглашение с клубом «Перт Глори».
Лиам с 2004 по 2009 год выступал за сборную Ирландии. Провёл в её составе 21 матч, забил 1 гол.

## Ранние годы
Лиам Миллер родился 13 февраля 1981 года в ирландском городе Корк в религиозной семье рабочих. Его отец по национальности — шотландец, мать — ирландка. В более поздних интервью Миллер рассказывал, что религия и футбол были в его семье на первом месте.
Получил образование, окончив колледж «Коучфорд» (англ. Coachford College), расположенный в его родном городе.

## Клубная карьера

### «Селтик»
В 1997 году 16-летний Миллер заинтересовал шотландский «Селтик», который и предложил ирландцу контракт игрока дублирующей команды. 21 мая 2000 года Лиам дебютировал в составе глазговцев в матче, где «бело-зелёные» встречались с «Данди Юнайтед». 24 августа этого же года, Миллер впервые вышел в еврокубковом поединке — случилось это в игре на Кубок УЕФА «Селтик» — «Женесс» из Люксембурга.
В сезоне 2001/02 ирландец был отдан в полугодовую аренду в датский клуб «Орхус», за который провёл 18 матчей. По окончании срока аренды датчане хотели выкупить права на Миллера, предложив «Селтику» 300 тысяч фунтов стерлингов за ирландца. Однако «кельты» отвергли это предложение, вернув Лиама в свои ряды.
30 сентября 2003 года Лиам забил один из двух голов в матче Лиги чемпионов, где «кельты» встречались с французским «Лионом». Поединок закончился со счётом 2:0 в пользу глазговцев.
18 октября этого же года, дважды поразив ворота «Харт оф Мидлотиан», Миллер открыл счёт своим голам за «бело-зелёных» в шотландской Премьер-лиге.
Всё это заставило наставника «Селтика», Мартина О’Нила, поторопить руководство «кельтов» сделать предложение ирландцу нового контракта, так как текущее соглашение с Миллером истекало уже в конце сезона 2003/04.
Однако неожиданно на молодого Лиама вышел английский «Манчестер Юнайтед», с которым полузащитник и подписал предварительный контракт в январе 2004 года. Этот решение Миллера вызвало большое разочарование со стороны О’Нила, который в одном из интервью признался, что «хотел построить вокруг молодого перспективного ирландца всю игру своей команды». Сам Миллер говорил о том, что он очень благодарен североирландскому специалисту за то, что тот «по сути научил играть его в футбол».
Переход ирландца в «Манчестер» вызвал бурю негодования среди фанатов «Селтика», которые обвинили руководство «бело-зелёных» в излишнем затягивании вопроса по контракту Лиама.

### «Манчестер Юнайтед»
1 июля 2004 года Миллер официально стал игроком «красных дьяволов». Первый гол в футболке своего нового клуба ирландец забил 26 октября этого же года, поразив ворота «Кру Александры» в матче Кубка Лиги. Однако за два сезона, проведённых в составе «Юнайтед» Лиам сыграл лишь 22 игры, забив 2 гола. Тем не менее позднее Миллер заявлял по этому поводу:
Я не жалею о времени, проведённом в Манчестере. Ведь я был частью великой команды и работал под руководством великого Алекса Фергюсона.
4 ноября 2005 года Лиам был в отдан по арендному 3-месячному соглашению в «Лидс Юнайтед», которое затем было продлено до конца сезона 2005/06. В белой футболке йоркширского клуба ирландец забил один гол — 19 ноября полузащитник поразил ворота «Саутгемптона». Сыграл важную роль в победе «Лидса» по сумме двух встреч над клубом «Престон Норт Энд» в полуфинале плей-офф Лиги за выход в Премьер-лигу. В финале «Юнайтед» ждала неудача — 21 мая на стадионе «Миллениум» они проиграли «Уотфорду» со счётом 0:3 и не смогли пробиться в элитный английский дивизион. За «павлинов» Миллер сыграл 28 игр, забил 1 гол.
В июле 2006 года газета «Daily Telegraph» сообщила, что «Манчестер Юнайтед» готов продать Лиама, если на него поступит подходящее предложение. Это стало ещё более ясно, когда 16 июля Миллер не попал даже в заявку на товарищеский матч «манкунианцев» против «Орландо Пайретс» несмотря на то, что состав команды составили игроки запаса и молодёжь из Академии.
31 августа ирландец пополнил ряды «Сандерленда», поставив подпись под 3-летним контрактом. Миллер покинул «Манчестер», отыграв за него в премьер-лиге лишь 9 матчей за два сезона.

### «Сандерленд»

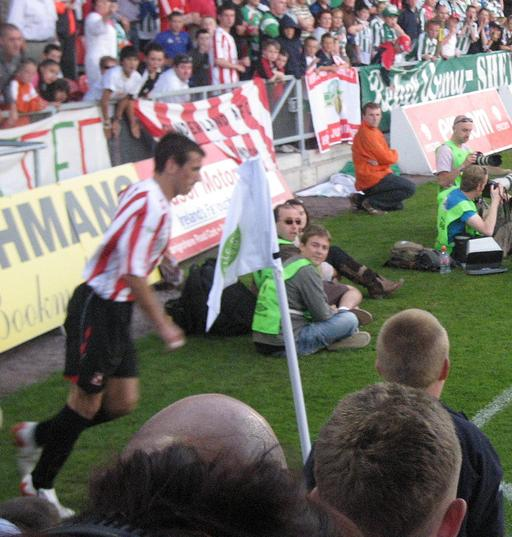
30 июля 2007 года. Товарищеский матч «Корк Сити» — «Сандерленд». Миллер подаёт угловой.

Дебют Лиама в официальном матче за «Сандерленд» состоялся 9 сентября 2006 года, когда «чёрные коты» на стадионе «Прайд Парк» переиграли «Дерби Каунти» 2:1. В своей следующей игре, состоявшейся 13 сентября, ирландец забил свой первый гол за новую команду в поединке против «Лидс Юнайтед» — Миллер открыл счёт в этом матче, на 28-й минуте перекинув мяч через далеко вышедшего из ворот голкипера «павлинов», Тони Уорнера.
6 января 2007 года Лиам был удалён с поля в полуфинальном матче Кубка Англии с «Престоном», получив вторую жёлтую карточку уже к 37-й минуте поединка. В итоге «чёрные коты» потерпели поражение — 0:1. По итогам сезона 2006/07 «Сандерленд» добился права играть в премьер-лиге в следующем футбольном году.
Первый гол за «Сандерленд» в высшем дивизионе Англии Миллер забил 22 сентября, поразив ворота «Мидлсбро». 8 декабря Лиам был во второй раз за год удалён с поля — случилось это в поединке против «Челси», когда ирландец повздорил с перуанским нападающим лондонцев, Клаудио Писарро.
27 февраля 2008 года наставник «Сандерленда» Рой Кин выставил Миллера на трансфер — официальной причиной этого была названа «недисциплинированность полузащитника на поле», а также «частые опоздания на тренировки команды». В прессе сообщалось об интересе к ирландцу канадского клуба «Торонто», в котором на тот момент уже играли бывшие игроки «чёрных котов» — Дэнни Дичио, Карл Робинсон и Энди Уэлш.

### «Куинз Парк Рейнджерс»
В январе 2009 года интерес к Миллеру озвучил клуб «Куинз Парк Рейнджерс», заявивший о готовности взять Лиама в аренду. Руководство «Сандерленда» ответило, что готово рассмотреть предложение «обручей». В итоге на следующий день Миллер стал игроком «Куинз Парк Рейнджерс», который взял полузащитника в аренду с правом выкупа на него прав по окончании сезона 2008/09. 19 мая этого же года срок ссуды Миллера в лондонском клубе истёк, а руководство «обручей» отказалось заключать с Лиамом постоянное соглашение о сотрудничестве. Такое же решение принял «Сандерленд», а поскольку контракт ирландца с «чёрными котами» заканчивался летом, то полузащитник 31 июля стал свободным агентом.

### «Хиберниан»
В связи с тем, что предложений по работе не было, Миллер практически всё лето 2009 года тренировался с различными ирландскими клубами для поддержания спортивной формы. Однако в сентябре о безработице Лиама узнал наставник шотландского «Хиберниана», Джон Хьюз, который очень удивился такому положению дел. Тренер «хибс» не стал долго раздумывать и практически сразу предложил Миллеру 2-летнее соглашение, которое ирландец с готовностью подписал. С этого времени полузащитник стал ключевым игроком для «Хиберниана», его полюбили болельщики эдинбургского клуба, дав ему громкое прозвище «Король Хиберниана» (англ. King of Hibs).
13 сентября 2009 года Лиам дебютировал за «бело-зелёных» в матче против «Гамильтон Академикал». В ноябре этого же года Миллер удостоился звания «Игроком месяца шотландской Премьер-лиги». В первом сезоне за «Хибс» он провёл 38 встреч, забил 2 гола.
В новом футбольном году ирландец вновь начал демонстрировать отличную игру, чего нельзя было сказать об остальной команде. В итоге осенью 2010 года за плохие результаты «бело-зелёных» с поста наставника «Хиберниана» был уволен Джон Хьюз. В январе 2011 года новый тренер эдинбургцев Колин Колдервуд для усиления линии полузащиты подписал трёх игроков этого амплуа, и, вскоре после этого, впервые за всё время пребывания Миллера в Шотландии, Лиам, будучи здоровым, не вышел на два матча своего клуба в основном составе. Тем не менее наставник «хибс» отметил высокий класс ирландца, и выразил надежду, что такая сильная конкуренция «подстегнёт» хавбека к обретению более хорошей спортивной формы. В марте того же года Миллер заявил о том, что он счастлив в Эдинбурге. Несмотря на это, руководство «Хиберниана» не смогло прийти с представителями Лиама к соглашению о продлении истекающего летом контракта полузащитника, и 1 июня хавбек покинул стан «бело-зелёных» в статусе свободного агента.

### «Перт Глори»
3 июня стало известно, что Миллер перебрался в Австралию, где заключил двухлетний контракт с клубом «Перт Глори». 9 октября ирландец дебютировал в первом составе «Глори», отыграв полный матч против команды «Аделаида Юнайтед». 29 января 2012 года Лиам впервые отличился голом за «Перт Глори», отметившись точным результативным ударом в поединке с той же «Аделаидой Юнайтед».

### Клубная статистика
| Клуб                            | Сезон                           | Чемпионат | Чемпионат | Кубок | Кубок | Кубок Лиги | Кубок Лиги | Плей-офф Лиги | Плей-офф Лиги | Еврокубки | Еврокубки | Итого | Итого |
| Клуб                            | Сезон                           | Игры      | Голы      | Игры  | Голы  | Игры       | Голы       | Игры          | Голы          | Игры      | Голы      | Игры  | Голы  |
| ------------------------------- | ------------------------------- | --------- | --------- | ----- | ----- | ---------- | ---------- | ------------- | ------------- | --------- | --------- | ----- | ----- |
| Селтик                          | 1999/00                         | 1         | 0         | —     | —     | —          | —          | —             | —             | —         | —         | 1     | 0     |
| Селтик                          | 2000/01                         | —         | —         | —     | —     | —          | —          | —             | —             | 1         | 0         | 1     | 0     |
| Селтик                          | 2002/03                         | —         | —         | —     | —     | 1          | 0          | —             | —             | 1         | 0         | 2     | 0     |
| Селтик                          | 2003/04                         | 25        | 2         | 1     | 0     | 1          | 0          | —             | —             | 13        | 3         | 40    | 5     |
| Всего за «Селтик»               | Всего за «Селтик»               | 26        | 2         | 1     | 0     | 2          | 0          | 0             | 0             | 15        | 3         | 44    | 5     |
| Орхус                           | 2001/02                         | 18        | 0         | —     | —     | —          | —          | —             | —             | —         | —         | 18    | 0     |
| Всего за «Орхус»                | Всего за «Орхус»                | 18        | 0         | 0     | 0     | 0          | 0          | 0             | 0             | 0         | 0         | 18    | 0     |
| Манчестер Юнайтед               | 2004/05                         | 8         | 0         | 4     | 0     | 2          | 1          | —             | —             | 5         | 0         | 19    | 1     |
| Манчестер Юнайтед               | 2005/06                         | 1         | 0         | —     | —     | 1          | 1          | —             | —             | 1         | 0         | 3     | 1     |
| Всего за «Манчестер Юнайтед»    | Всего за «Манчестер Юнайтед»    | 9         | 0         | 4     | 0     | 3          | 2          | 0             | 0             | 6         | 0         | 22    | 2     |
| Лидс Юнайтед                    | 2005/06                         | 28        | 1         | 2     | 0     | —          | —          | 3             | 0             | —         | —         | 33    | 1     |
| Всего за «Лидс Юнайтед»         | Всего за «Лидс Юнайтед»         | 28        | 1         | 2     | 0     | 0          | 0          | 3             | 0             | 0         | 0         | 33    | 1     |
| Сандерленд                      | 2006/07                         | 30        | 2         | 1     | 0     | —          | —          | —             | —             | —         | —         | 31    | 2     |
| Сандерленд                      | 2007/08                         | 24        | 1         | —     | —     | 1          | 0          | —             | —             | —         | —         | 25    | 1     |
| Сандерленд                      | 2008/09                         | 3         | 0         | —     | —     | 1          | 0          | —             | —             | —         | —         | 4     | 0     |
| Всего за «Сандерленд»           | Всего за «Сандерленд»           | 57        | 3         | 1     | 0     | 2          | 0          | 0             | 0             | 0         | 0         | 60    | 3     |
| Куинз Парк Рейнджерс            | 2008/09                         | 13        | 0         | —     | —     | —          | —          | —             | —             | —         | —         | 13    | 0     |
| Всего за «Куинз Парк Рейнджерс» | Всего за «Куинз Парк Рейнджерс» | 13        | 0         | 0     | 0     | 0          | 0          | 0             | 0             | 0         | 0         | 13    | 0     |
| Хиберниан                       | 2009/10                         | 33        | 2         | 4     | 0     | 1          | 0          | —             | —             | —         | —         | 38    | 2     |
| Хиберниан                       | 2010/11                         | 33        | 5         | 2     | 0     | 1          | 0          | —             | —             | 2         | 0         | 38    | 5     |
| Всего за «Хиберниан»            | Всего за «Хиберниан»            | 66        | 7         | 6     | 0     | 2          | 0          | 0             | 0             | 2         | 0         | 76    | 7     |
| Перт Глори                      | 2011/12                         | 25        | 2         | —     | —     | —          | —          | —             | —             | —         | —         | 25    | 2     |
| Перт Глори                      | 2012/13                         | 24        | 0         | —     | —     | —          | —          | —             | —             | —         | —         | 24    | 0     |
| Всего за «Перт Глори»           | Всего за «Перт Глори»           | 49        | 2         | 0     | 0     | 0          | 0          | 0             | 0             | 0         | 0         | 49    | 2     |
| Брисбен Роар                    | 2013/14                         | 22        | 3         | —     | —     | —          | —          | —             | —             | —         | —         | 22    | 3     |
| Брисбен Роар                    | 2014/15                         | 2         | 0         | —     | —     | —          | —          | —             | —             | —         | —         | 2     | 0     |
| Всего за «Брисбен Роар»         | Всего за «Брисбен Роар»         | 24        | 3         | 0     | 0     | 0          | 0          | 0             | 0             | 0         | 0         | 24    | 3     |
| Мельбурн Сити                   | 2013/14                         | 2         | 0         | —     | —     | —          | —          | —             | —             | —         | —         | 2     | 0     |
| Всего за «Мельбурн Сити»        | Всего за «Мельбурн Сити»        | 2         | 0         | 0     | 0     | 0          | 0          | 0             | 0             | 0         | 0         | 2     | 0     |
| Корк Сити                       | 2015                            | 1         | 0         | —     | —     | —          | —          | —             | —             | —         | —         | 1     | 0     |
| Всего за «Корк Сити»            | Всего за «Корк Сити»            | 1         | 0         | 0     | 0     | 0          | 0          | 0             | 0             | 0         | 0         | 1     | 0     |
| Всего за карьеру                | Всего за карьеру                | 293       | 18        | 14    | 0     | 9          | 2          | 3             | 0             | 23        | 3         | 342   | 23    |

(откорректировано по состоянию на 7 марта 2015)

## Сборная Ирландии

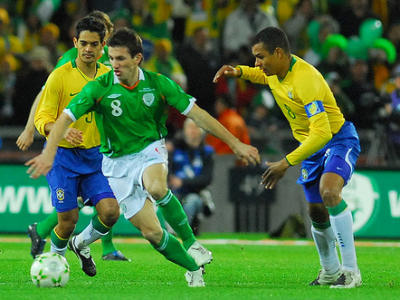
6 февраля 2008 года. Товарищеский матч Ирландия — Бразилия. Миллер в окружении игроков «селесао»

В 1998 году Миллер в составе юниорской сборной Ирландии стал чемпионом континента, победив на европейском первенстве, проходившем в Шотландии. В финале турнира «парни в зелёном» переиграли сверстников из Италии.
Защищал цвета молодёжной ирландской команды.
Дебют Миллера в первой национальной сборной состоялся 31 марта 2004 года, когда «парни в зелёном» в товарищеской встрече переиграли Чехию со счётом 2:1. Сам Лиам в этом поединке вышел на замену на 69-й минуте игры вместо Гари Дохерти. Свой первый и единственный гол за ирландцев Миллер забил 1 марта 2006 года, поразив ворота сборной Швеции.
Несмотря на перерыв в клубной карьере Лиама, случившийся летом 2009 года, наставник «парней в зелёном», Джованни Трапаттони, продолжал вызывать его в состав национальной команды. Позже Миллер заявил по этому поводу:
Я очень благодарен Джованни. Я был без игровой практики, поэтому он по праву мог бы оставить меня за бортом национальной команды. Однако делать этого не стал, показав, что верит в меня. Это для меня самое ценное.
Всего Миллер сыграл за сборную Ирландии 21 игру, забил 1 гол.

### Матчи и голы за сборную Ирландии
| №  | Дата            | Место                                              | Оппонент          | Счёт | Голы Миллера | Соревнование                                      |
| 1  | 31 марта 2004   | «Лэнсдаун Роуд», Дублин, Ирландия                  | Чехия             | 2:1  | —            | Товарищеский матч                                 |
| 2  | 28 апреля 2004  | Стадион имени Здзислава Кшишковяка, Быдгощ, Польша | Польша            | 0:0  | —            | Товарищеский матч                                 |
| 3  | 27 мая 2004     | «Лэнсдаун Роуд», Дублин, Ирландия                  | Румыния           | 1:0  | —            | Товарищеский матч                                 |
| 4  | 29 мая 2004     | «Уолли», Лондон, Англия                            | Нигерия           | 0:3  | —            | Товарищеский матч                                 |
| 5  | 18 августа 2004 | «Лэнсдаун Роуд», Дублин, Ирландия                  | Болгария          | 1:1  | —            | Товарищеский матч                                 |
| 6  | 13 октября 2004 | «Лэнсдаун Роуд», Дублин, Ирландия                  | Фарерские острова | 1:1  | —            | Отборочный матч чемпионата мира по футболу 2006   |
| 7  | 16 ноября 2004  | «Лэнсдаун Роуд», Дублин, Ирландия                  | Хорватия          | 1:0  | —            | Товарищеский матч                                 |
| 8  | 9 февраля 2005  | «Лэнсдаун Роуд», Дублин, Ирландия                  | Португалия        | 1:0  | —            | Товарищеский матч                                 |
| 9  | 29 марта 2005   | «Лэнсдаун Роуд», Дублин, Ирландия                  | Китай             | 1:0  | —            | Товарищеский матч                                 |
| 10 | 17 августа 2005 | «Лэнсдаун Роуд», Дублин, Ирландия                  | Италия            | 1:2  | —            | Товарищеский матч                                 |
| 11 | 1 марта 2006    | «Лэнсдаун Роуд», Дублин, Ирландия                  | Швеция            | 3:0  | 1            | Товарищеский матч                                 |
| 12 | 24 мая 2006     | «Лэнсдаун Роуд», Дублин, Ирландия                  | Чили              | 0:1  | —            | Товарищеский матч                                 |
| 13 | 16 августа 2006 | «Лэнсдаун Роуд», Дублин, Ирландия                  | Нидерланды        | 0:4  | —            | Товарищеский матч                                 |
| 14 | 17 октября 2007 | «Кроук Парк», Дублин, Ирландия                     | Кипр              | 1:1  | —            | Отборочный матч чемпионата Европы по футболу 2008 |
| 15 | 17 ноября 2007  | «Миллениум», Кардифф, Уэльс                        | Уэльс             | 2:2  | —            | Отборочный матч чемпионата Европы по футболу 2008 |
| 16 | 6 февраля 2008  | «Кроук Парк», Дублин, Ирландия                     | Бразилия          | 0:1  | —            | Товарищеский матч                                 |
| 17 | 29 мая 2008     | «Кроук Парк», Дублин, Ирландия                     | Сербия            | 1:1  | —            | Товарищеский матч                                 |
| 18 | 29 мая 2008     | «Крейвен Коттедж», Лондон, Англия                  | Колумбия          | 1:0  | —            | Товарищеский матч                                 |
| 19 | 6 сентября 2008 | «Штадион ам Бручвег», Майнц, Германия              | Грузия            | 2:1  | —            | Отборочный матч чемпионата мира по футболу 2010   |
| 20 | 29 мая 2009     | «Крейвен Коттедж», Лондон, Англия                  | Нигерия           | 1:1  | —            | Товарищеский матч                                 |
| 21 | 14 октября 2009 | «Кроук Парк», Дублин, Ирландия                     | Черногория        | 0:0  | —            | Отборочный матч чемпионата мира по футболу 2010   |

Итого: 21 матч / 1 гол; 8 побед, 8 ничьих, 5 поражений.

### Сводная статистика игр/голов за сборную
| Сборная          | Год              | Отборочные матчи ЧМ | Отборочные матчи ЧМ | Финальные матчи ЧМ | Финальные матчи ЧМ | Отборочные матчи ЧЕ | Отборочные матчи ЧЕ | Финальные матчи ЧЕ | Финальные матчи ЧЕ | Товарищеские матчи | Товарищеские матчи | Итого | Итого |
| Сборная          | Год              | Игры                | Голы                | Игры               | Голы               | Игры                | Голы                | Игры               | Голы               | Игры               | Голы               | Игры  | Голы  |
| ---------------- | ---------------- | ------------------- | ------------------- | ------------------ | ------------------ | ------------------- | ------------------- | ------------------ | ------------------ | ------------------ | ------------------ | ----- | ----- |
| Ирландия         | 2004             | 1                   | 0                   | —                  | —                  | —                   | —                   | —                  | —                  | 6                  | 0                  | 7     | 0     |
| Ирландия         | 2005             | —                   | —                   | —                  | —                  | —                   | —                   | —                  | —                  | 3                  | 0                  | 3     | 0     |
| Ирландия         | 2006             | —                   | —                   | —                  | —                  | —                   | —                   | —                  | —                  | 3                  | 1                  | 3     | 1     |
| Ирландия         | 2007             | —                   | —                   | —                  | —                  | 2                   | 0                   | —                  | —                  | —                  | —                  | 2     | 0     |
| Ирландия         | 2008             | 1                   | 0                   | —                  | —                  | —                   | —                   | —                  | —                  | 3                  | 0                  | 4     | 0     |
| Ирландия         | 2009             | 1                   | 0                   | —                  | —                  | —                   | —                   | —                  | —                  | 1                  | 0                  | 2     | 0     |
| Всего за карьеру | Всего за карьеру | 3                   | 0                   | 0                  | 0                  | 2                   | 0                   | 0                  | 0                  | 16                 | 1                  | 21    | 1     |

## Достижения

### Командные достижения
Сборная Ирландии (до 17 лет)
- Чемпион Европы среди юношей до 17 лет: 1998

«Селтик»
- Чемпион Шотландии: 2003/04

«Сандерленд»
- Победитель Чемпионшипа: 2006/07

«Брисбен Роар»
- Чемпион Австралии: 2013/14

### Личные достижения
- Молодой игрок месяца шотландской Премьер-лиги: октябрь 2003
- Игрок месяца шотландской Премьер-лиги: октябрь 2009

## Личная жизнь
Миллер был женат. Вместе со своей супругой Клэр Лиам растил двух сыновей, Кори и Лео, и дочь Белл. Увлекался гольфом. Любимым своим фильмом Лиам называл «Аватар» Джеймса Кэмерона, местом отдыха — город Дубай в ОАЭ. Идеалом футболиста для Миллера служила легенда «Манчестер Юнайтед» Эрик Кантона. Лучшими друзьями ирландца являлись Эйден Макгиди и Джон О’Ши.
В ноябре 2017 стало известно, что Миллеру поставлен диагноз рак поджелудочной железы. 9 февраля следующего года Лиам скончался.